# 開球儀式

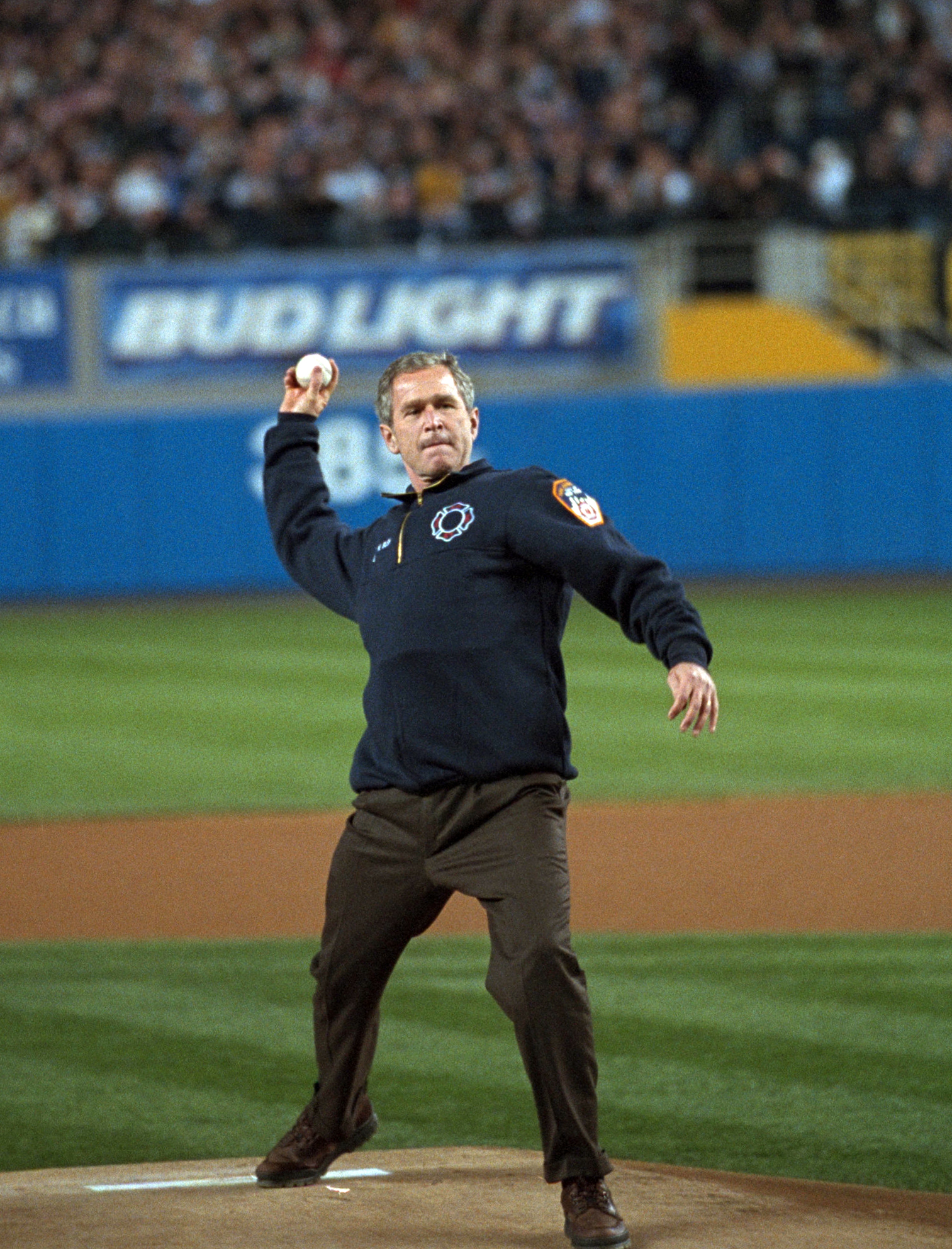
美國總統乔治·沃克·布什於2001年在洋基体育场參加投球

開球儀式（英語：Ceremonial first pitch），也稱為開球表演，是棒球運動的一項悠久活動，追溯歷史起源自1890年。賽會主辦單位在開幕戰邀請政治人物、名流或退役球員等嘉賓參加投球。打擊區的不成文規定是會揮出空棒，讓開球者投出三振，象徵比賽好的開始。美國職棒第一位參加開球儀式的總統是威廉·霍华德·塔夫脱，於1910年在格里菲斯体育场參加投球，此後歷任總統都參加過至少一次投球。
2021年3月26日，中華職棒味全龍隊在其主場天母棒球場的一軍首戰，開球儀式除了邀請台北市長柯文哲、中華職棒大聯盟會長蔡其昌，也邀請基層棒球、社區棒球、女子棒球及職業棒球等球隊到場，共15所學校、16支球隊，有163組（投捕搭檔共326人）一起開球，經金氏世界紀錄紀錄官在場認證，有156組、312人成功，順利突破最多人開球儀式的金氏世界紀錄。不過此紀錄於2023年9月30日遭到日本千葉羅德海洋於其主場千葉海洋球場以189組378人的成績打破。

## 另見
- 開幕典禮

## 外部連結
- 開球儀式在台灣棒球維基館上的頁面（繁體中文）
- . Baseball Almanac.   [2008-03-30]. （原始内容存档于2021-12-16）.